# 魏文华 (1957年)
魏文华（1957年9月—），上海人，祖籍山东陵县，中华人民共和国政治人物、外交官。

## 生平
1983年，毕业于北京第二外国语学院西欧系法语专业。1985年，进入中华人民共和国外交部工作。2007年，接替马志学，担任中华人民共和国驻科特迪瓦大使。2015年1月起，任中華人民共和國駐喀麥隆大使。